# Lindsay Bernard Hall
Lindsay Bernard Hall, L. Bernard Hall ou Bernard Hall (Liverpool, 1859 – Londres, 1935) est un artiste, professeur et directeur et conservateur de musée britannique et australien.

## Biographie

### Jeunesse et formation en Europe
Lindsay Bernard Hall naît à Liverpool, en Angleterre, le 28 décembre 1859. Fils d'Emily Margaret, née Brugheer Herrmann, et de Lindsay Hall, un courtier de cette ville de la même famille que le capitaine Basil Hall, écrivain de livres de voyage, Lindsay Bernard reçoit une bonne éducation dans un environnement aisé et cultivé,.
Hall étudie la peinture au Royal College of Art de South Kensington — où il a pour professeur Edward Poynter, formé en France et ayant mis l'accent sur le dessin —, à l'Académie royale des beaux-arts d'Anvers — où il a pour professeur Charles Verlat, spécialiste de la peinture d'histoire et le portrait — et à celle de Munich, où il a pour professeur Ludwig von Löfftz, spécialiste de la peinture d'histoire et de paysage,.
Bernard Hall travaille ensuite pendant environ 10 ans dans la capitale anglaise, où il expose à la Royal Academy et à la Royal Society of British Artists, et est un membre fondateur du New English Art Club,. Il expose en 1886 et en 1887 avec des membres de ce club, tels que George Clausen, John Singer Sargent, Thomas Cooper Gotch et Thomas Benjamin Kennington (en), et l'un de ses tableaux, The Suicide est considéré comme très influencé par les Français.

### Carrière en Australie
À la mort de George Folingsby en 1891, Lindsay Bernard Hall est nommé directeur de la National Gallery of Victoria de Melbourne, en Australie,. Il occupe le poste pendant 43 ans, de 1892 à sa mort, perpétuant les « traditions de Munich » établies par ses prédécesseurs Follingsby (comme directeur du musée depuis 1882) et Eugene von Guérard (comme maître de l'école du musée depuis 1870) ; de nombreux peintres australiens reconnus ont été formés par lui à l'école de peinture de la galerie, qu'il dirige aussi, dont Max Meldrum, Joan Lindsay, Norah Gurdon, Dora Wilson, Vida Lahey, Elsie Barlow, Ruth Sutherland, James Peter Quinn, Hugh Ramsay (en), William Beckwith McInnes (en), Charles Wheeler (en) et Margaret Preston.
Quand l'institution bénéficie du legs d'Alfred Felton (en), Hall se voit octroyer davantage de responsabilités : il se montre très efficace dans la gestion de ce patrimoine en faisant plusieurs bons choix dans l'achat d'œuvres d'art en Angleterre en 1905 — dont Boulevard Montmartre, Morning, Cloudy Weather de Camille Pissarro, Okehampton de Joseph Mallord William Turner, Minerve sans casque d'Auguste Rodin et le buste de Jean-Paul Laurens, — puis dans son administration en général. Il faut aussi ajouter les deux philosophes de Rembrandt, qui font partie des œuvres principales de la National Gallery of Victoria grâce à des achats de Hall en 1934.
Hall se marie à deux reprises : en 1894 avec Elseneur Mary Shuter — qui meurt en 1901 —, puis en 1912 avec Harriet Grace Thomson. Il a un fils du premier mariage et deux fils et une fille du deuxième mariage,.
Lindsay Bernard Hall est peintre à ses heures perdues, étant très pris par ses responsabilités. Il réalise principalement des intérieurs, des nus ou des natures mortes et expose régulièrement en Australie,. Sa peinture caractérise son système d'éducation et rend hommage à Johannes Vermeer, Rembrandt et James Abbott McNeill Whistler. Ses tableaux sont soignés et bien dessinés, quoique la couleur n'est pas toujours la meilleure, comme cela peut être vu dans certains de ses premiers nus. Comme beaucoup d'Australiens au début du XXe siècle, il rejette le modernisme, qu'il considère violer les premiers principes de l'art.
Quand Frederick McCubbin et d'autres artistes se séparent de la Victorian Artists' Society (en) en 1912 pour créer l'Australian Art Association (en), Hall fait partie des douze premiers artistes — dont Jessie Traill, Norah Gurdon, Penleigh Boyd (en) et Janet Cumbrae-Stewart (en) — à rejoindre les membres fondateurs l'année suivante, étant pourtant membre de la première institution, avec laquelle il avait régulièrement exposé depuis 1893.
En février 1934, Hall se rend de nouveau à Londres en tant que conseiller des administrateurs de Felton et y meurt un an plus tard, le 14 février 1935. Il est enterré au cimetière de Golders Green devant une assistance composée de plusieurs artistes, parmi lesquels les peintres George Bell, James Peter Quinn, Bess Norriss (en) et les sculpteurs Gilbert Bayes et Kathleen Scott.

## Œuvres
La National Gallery of Victoria (notamment Sleep, Processional, A Studio Party, The Giant Crab) et la Galerie nationale d'Australie possèdent de nombreuses œuvres de Lindsay Bernard Hall, dont des carnets de croquis, des dessins, etc.
L'Art Gallery of New South Wales (notamment The Model, Coyness, The Marble Staircase, An Interior), l'Art Gallery of South Australia (notamment After Dinner et Still Life) et l'université de Melbourne possèdent également plusieurs tableaux,.

Œuvres de Lindsay Bernard Hall
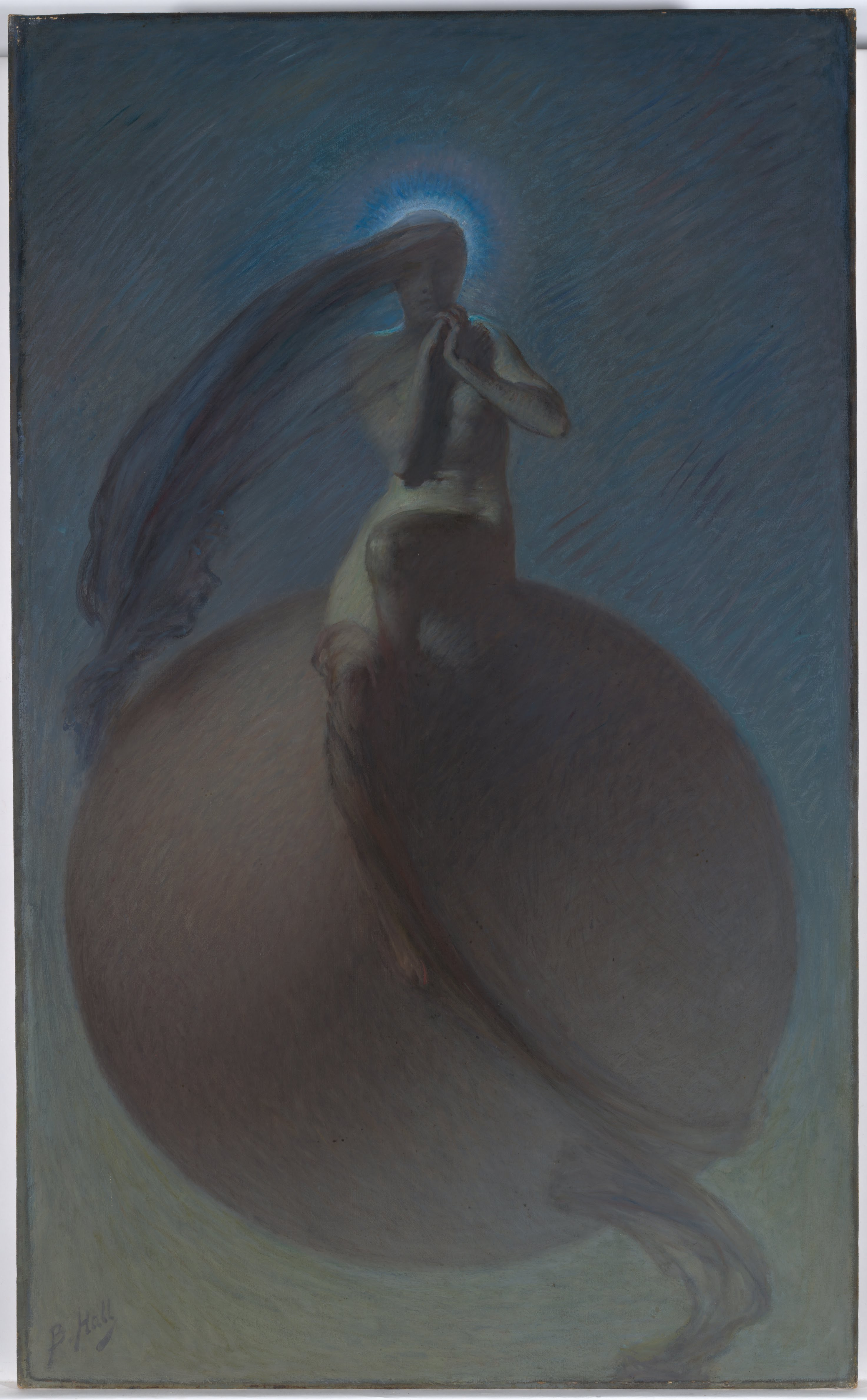
The Quest (ca. 1905, Galerie nationale d'Australie).
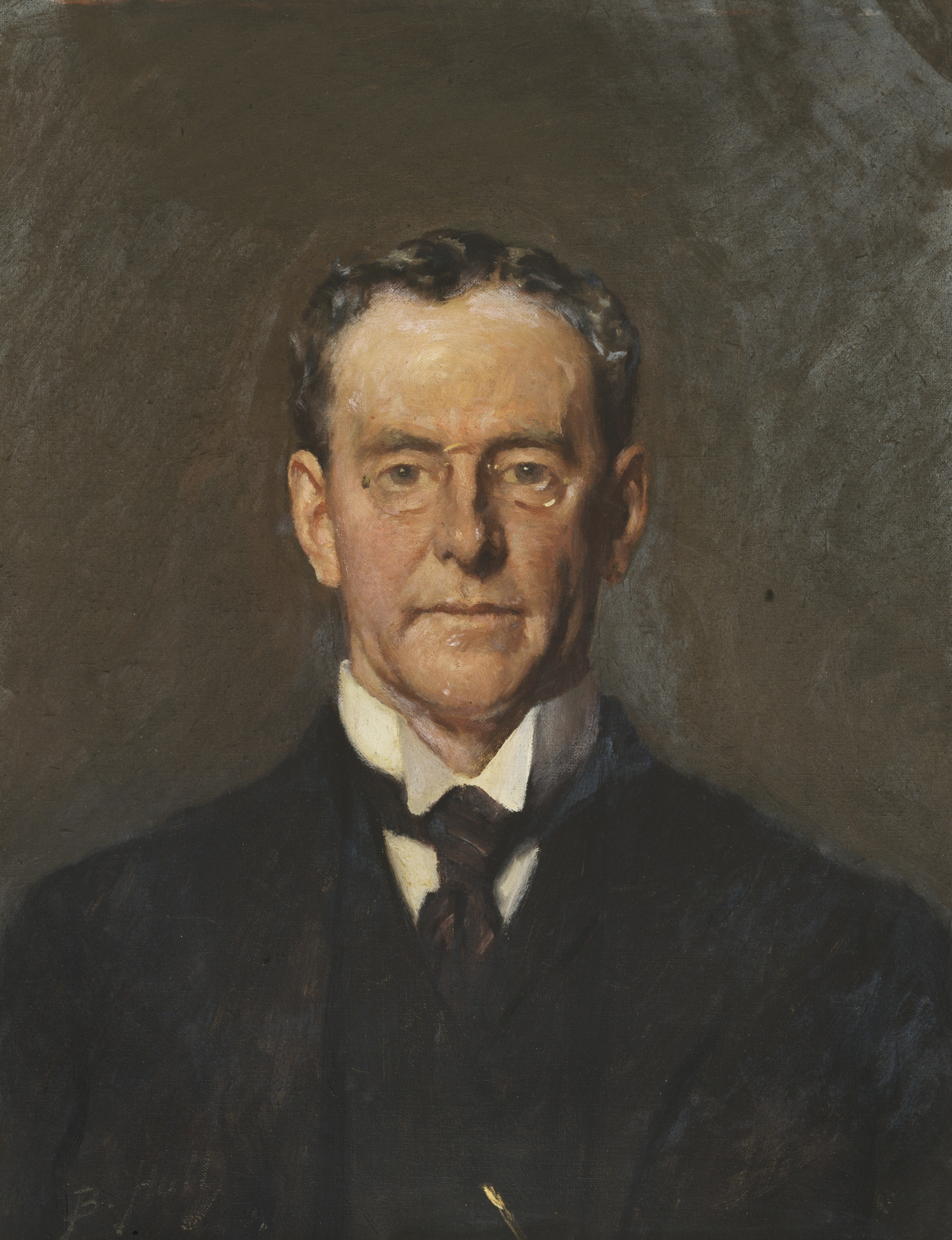
Portrait d'Edmund la Touche Armstrong (1925, Bibliothèque d'État du Victoria).

#### Ouvrages centrés
- (en) Gwen Rankin, L. Bernard Hall : the man the art world forgot, Sydney, UNSW Press, 2013, 304 p. (JSTOR j.ctt5vkpfd).
- (en) Ann E. Galbally, « Hall, Lindsay Bernard (1859–1935) », dans Australian Dictionary of Biography, vol. 9, MUP, 1983 (lire en ligne), p. 164–165.
- (en) Percival Serle, « Hall, Lindsay Bernard (1859-1935) », dans Dictionary of Australian Biography, Sydney, Angus and Robertson, 1949 (lire en ligne).

#### Ouvrages généraux
- (en) E. Hanks (éd.), Australian Art and Artists to 1950, Melbourne, 1982.
- (en) Lionel Lindsay, 150 years of Australian art, Sydney, 1938.
- (en) William Moore, The story of Australian art : from the earliest known art of the continent to the art of to-day, Londres : Angus and Robertson, 1980, 2 vol. (OCLC 9425968).
- (en) Bernard William Smith, A catalogue of Australian oil paintings in the National Art Gallery of New South Wales 1875-1952, Sydney, 1953.
- (en) Bernard William Smith, Australian Painting 1788-1960, Melbourne, 1962.